# Фаяр (видавництво)
Фая́р (фр. Fayard) — французьке видавництво, засноване 1857 року в Парижі.

## Історія
1857 року Жозеф-Франсуа Артем Фаяр заснував видавництво «Книгарня Артема Фаяра» (фр. Librairie Arthème Fayard). Видавець мав намір зосередитися на публікації популярної літератури (детективи, науково-популярні видання) за доступною ціною, проте за його життя (до 1894 року) видавництво залишалося відносно невеликим. Розбудувати видавництво вдалося синові засновника Жозефові Артему Фаяру. Він заснував перші ілюстровані журнали популярного та гумористичного змісту: «La Jeunesse amusante» (1897, перший журнал для дітей), «Le Petit illustré amusant» (1898), «Le Bon Vivant» (1899), «La Vie pour rire» (1900), «La Jeunesse Illustrée» (1903, для дітей і підлітків), «Les Belles Images» (1904, для дітей і підлітків).
Важливою серією видавництва була серія «Великі історичні дослідження» («Grandes Études historiques»), заснована 1921 року.
Найбільшим комерційним успіхом видавництва була серія про Фантомаса (автори: П'єр Сувестр та Марсель Аллен), загальний наклад якої становив понад 5 млн примірників. У видавництві «Фаяр» вийшло повне зібрання творів Альфонса Доде.
Нині видавництво входить до концерну Ашетт Лівр. Видавництво має три імпринти Éditions Mille et une nuits, Éditions Mazarine та Pauvert.
З 1980 до 2009 року директором видавництва Фаяр був Клод Дюран.. Клода Дюрана після його виходу на пенсію замінив Олів'є Нора, який водночас очолював видавництво Éditions Grasset & Fasquelle, що також входить до групи Ашетт Лівр.
З 6 листопада 2013 року видавництво очолює Софі де Клозе.
З грудня 2009 року літературним директором видавництва працює Ізебаль Сеґен.
Головний осідок видавництва знаходиться за адресою 13, rue du Montparnasse, Париж.
У 2025-му році видавництво випустило книгу російської пропагандистки Ксенії Федорової "Заборонено. Свобода вираження поглядів за певних умов". В книжці поширюються брехня та наративи російської пропаганди. Українській спільноті у Франції вдалося зірвати презентацію на Паризькому книжковому салоні Festival du Livre de Paris.